# Arvikafestivalen
Arvikafestivalen, также Arvika Festival — ежегодный музыкальный фестиваль, проводившийся в шведском городе Арвика. Единой стилевой направленности мероприятие не имело, на нём выступали представители таких далёких друг от друга музыкальных жанров, как синти-поп (Depeche Mode, Mesh), инди-рок (Franz Ferdinand), индастриал и индастриал-метал (Suicide Commando, Deathstars, Nine Inch Nails), готик-рок (Sisters of Mercy, Fields of the Nephilim, Dark Side Cowboys), готик-метал (Paradise Lost, Tiamat), трэш-метал (Slayer) и даже поп-рок (Scissor Sisters). Arvikafestivalen традиционно проходил в середине июля и длился три дня. Организатором фестиваля выступала некоммерческая организация «Galaxen», в 2011 году объявившая о своём банкротстве; в настоящее время неизвестно, будет ли Arvikafestivalen проводиться вновь.

## История фестиваля
Впервые фестиваль был организован в 1992 году, на нём выступили двадцать семь групп, преимущественно исполняющих синти-поп. Явный уклон в сторону этого жанра объяснялся тем, что тогда ни один другой крупный фестиваль не приглашал синти-поп-коллективы, и только что появившийся Arvikafestivalen сразу привлёк к себе внимание. Благодаря активному освещению в прессе и более широкому выбору исполнителей фестиваль 1993 года имел большой успех. Впоследствии для групп разных направлений были организованы различные сцены. 
Помимо любителей музыки, фестиваль посещали также поклонники экстремального спорта, для которых были специально построены стены для скалолазания и другие тренажёры.
Мероприятие ежегодно посещали от пятнадцати до двадцати тысяч человек со всего света. Несмотря на это, из-за экономических трудностей его организаторы вынуждены были отменить проведение Arvikafestivalen в 2011 году, и на данный момент дальнейшая его судьба неизвестна.

## Награды
Фестиваль был удостоен премии Scandinavian Alternative Music Awards в 2005 и 2006 годах в номинации «Лучший фестиваль/клуб».

## Хэдлайнеры
Ниже перечислены наиболее известные музыкальные коллективы, выступавшие на Arvikafestivalen.
- 1992 — Dismember, S.P.O.C.K, Sator, Stonefunkers
- 1995 — Bay Laurel, The Cardigans, Covenant, Prodigy, S.P.O.C.K, Sator, Stonefunkers
- 1996 — At the Gates, Dismember, Haujobb, Nefilim, Project Pitchfork
- 1997 — Front 242, Mesh, S.P.O.C.K, Type O Negative
- 1998 — Apoptygma Berzerk, Backyard Babies, Broder Daniel, Caesars, Covenant, Dark Side Cowboys, Gluecifer, Kent, Moby, S.P.O.C.K, Sisters of Mercy
- 1999 — Atari Teenage Riot, Das Ich, De/Vision, Juno Reactor, Motörhead, Paradise Lost, Project Pitchfork, S.P.O.C.K
- 2000 — Covenant, Fields of the Nephilim, Gluecifer, Laibach, Mesh, Moby
- 2001 — Gary Numan, PJ Harvey, Placebo, The Sisters of Mercy, S.P.O.C.K, Theatre of Tragedy, Zeromancer
- 2002 — Assemblage 23, Caesars, Covenant, Das Ich, Deathstars, Haujobb, Icon of Coil, Muse, Opeth, Pain, The 69 Eyes, The Cure, The Mission, Tiamat
- 2003 — Björk, Front 242, Gothminister, HIM, Mesh, Moonspell, Project Pitchfork
- 2004 — Broder Daniel, Cradle of Filth, Faithless, Iris, Keane, Kraftwerk, Meshuggah, My Dying Bride, Skinny Puppy
- 2005 — Arise, Cult of Luna, Entombed, Infected Mushroom, New Order
- 2006 — Arch Enemy, Blutengel, Combichrist, Covenant, Franz Ferdinand, Mesh
- 2007 — Apoptygma Berzerk, Ashbury Heights, Bloc Party, Dark Tranquillity, Hocico, In Flames, Infected Mushroom, Pain, Scissor Sisters, The 69 Eyes, Within Temptation
- 2008 — Combichrist, Deathstars, Interpol, Kent, Moonspell, S.P.O.C.K, Suicide Commando
- 2009 — De/Vision, Depeche Mode, Diary of Dreams, Korn, Nine Inch Nails, Opeth
- 2010 — IAMX, In Flames, Kent, Regina Spektor, S.P.O.C.K, Makthaverskan